# 热布赛姆
热布赛姆（法語：Jebsheim，法語發音：[ʒɛpsaim] ⓘ）是法国上莱茵省的一个市镇，属于科尔马-里博维莱区。

## 地理
热布赛姆（48°7'25"N, 7°28'36"E）面积14.85 平方千米，位于法国大東部大區上莱茵省，该省份为法国东部内陆省份，是阿尔萨斯的一部分，今与下莱茵省组成了阿尔萨斯欧洲集体，其北临下莱茵省，西接孚日省，西南接贝尔福地区省，东侧沿莱茵河与德国相望，南与瑞士接壤。
与热布赛姆接壤的市镇（或旧市镇、城区）包括：蒙策奈姆、迪勒嫩岑、阿尔策奈姆、格吕瑟奈姆、科尔马、马科尔赛姆、波特迪里德。
热布赛姆的时区为UTC+01:00、UTC+02:00（夏令时）。

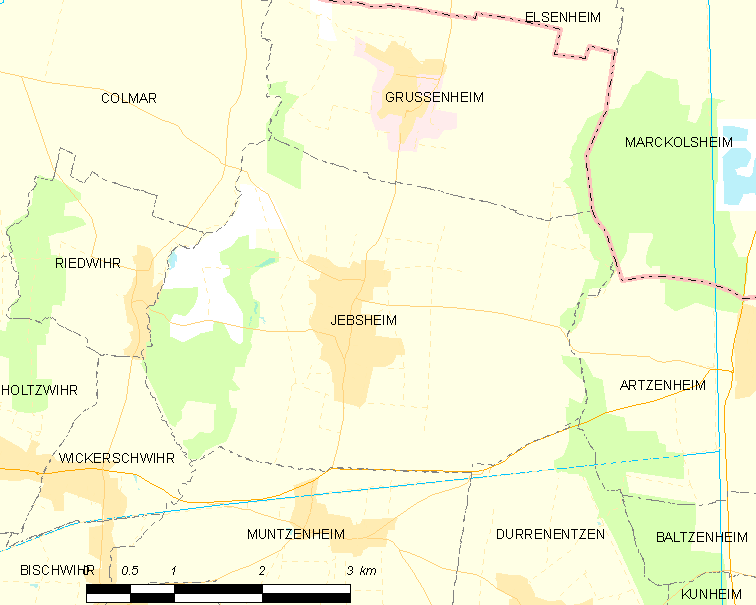
热布赛姆的OSM定位图

## 行政
热布赛姆的邮政编码为68320，INSEE市镇编码为68157。

## 政治
热布赛姆所属的省级选区为科尔马第二县。

## 人口

1962-2008年间热布赛姆人口变化图示

热布赛姆于2022年1月1日时的人口数量为1353人。